# Вигели
Вигель — русский дворянский род.

## Происхождение рода
В Общем гербовнике дворянских родов Всероссийской империи записано:
Предки фамилии Вигелей происходят из Шведского королевства. Потомок сего рода генерал-лейтенант и кавалер Филипп Лаврентьевич Вигель находясь в России, за службу пожалован был разными знаками отличия и весён в родословную дворянскую книгу Киевской губернии. Всё сие доказывается разными справками и копией с определения Киевского дворянского депутатского собрания.

Предки мои в Эстляндии, в Везенбергском округе, владели мызами Иллук и Куртна. Мой дед заложил их в 1765 году на пятьдесят лет <…> Первым владельцем помянутого имения в моем роде был только дед отца моего, именем Валдемар и, что еще ужаснее, он назывался Вигелиусом. <…> Но как бы то ни было, я не швед. Увы, нет никакого сомнения: я финн или эст, или, попросту сказать, чухонец!— 

## Представители рода
- Лаврентий Вигель (1689—1764) — в юности служил драбантским капитаном в войске Карла XII.
  - Филипп Лаврентьевич Вигель (1740—1812) — тайный советник, Пензенский губернатор.
    - Елизавета Филипповна (1772—1867), владелица села Фёдоровка.
    - Наталия Филипповна (1775—12.3.1849) — жена генерала И. И. Алексеева.
    - Павел Филиппович (р. 1777) — полковник.
    - Филипп Филиппович (1786—1856) — Бессарабский вице-губернатор, мемуарист.
    - Александра Филипповна (р. 1791) — жена коллежского секретаря Петра Ивановича Юматова.

## Описание герба

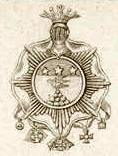
Герб Филиппа Филипповича Вигеля, 1836 г.

Герб рода Вигель внесён в Общий гербовник дворянских родов Всероссийской империи, часть 7, стр. 163:
В щите, разделённом на двое, в верхней половине в голубом поле изображены три серебряные звезды, а в нижней половине в золотом поле на горе стоящий сокол. Щит увенчан дворянским шлемом и короной, на поверхности которой среди белых знамён видна шпага, остроконечием вниз. Намёт на щите голубой, подложен золотом. Щит держат два льва.